# Meidzsi-restauráció

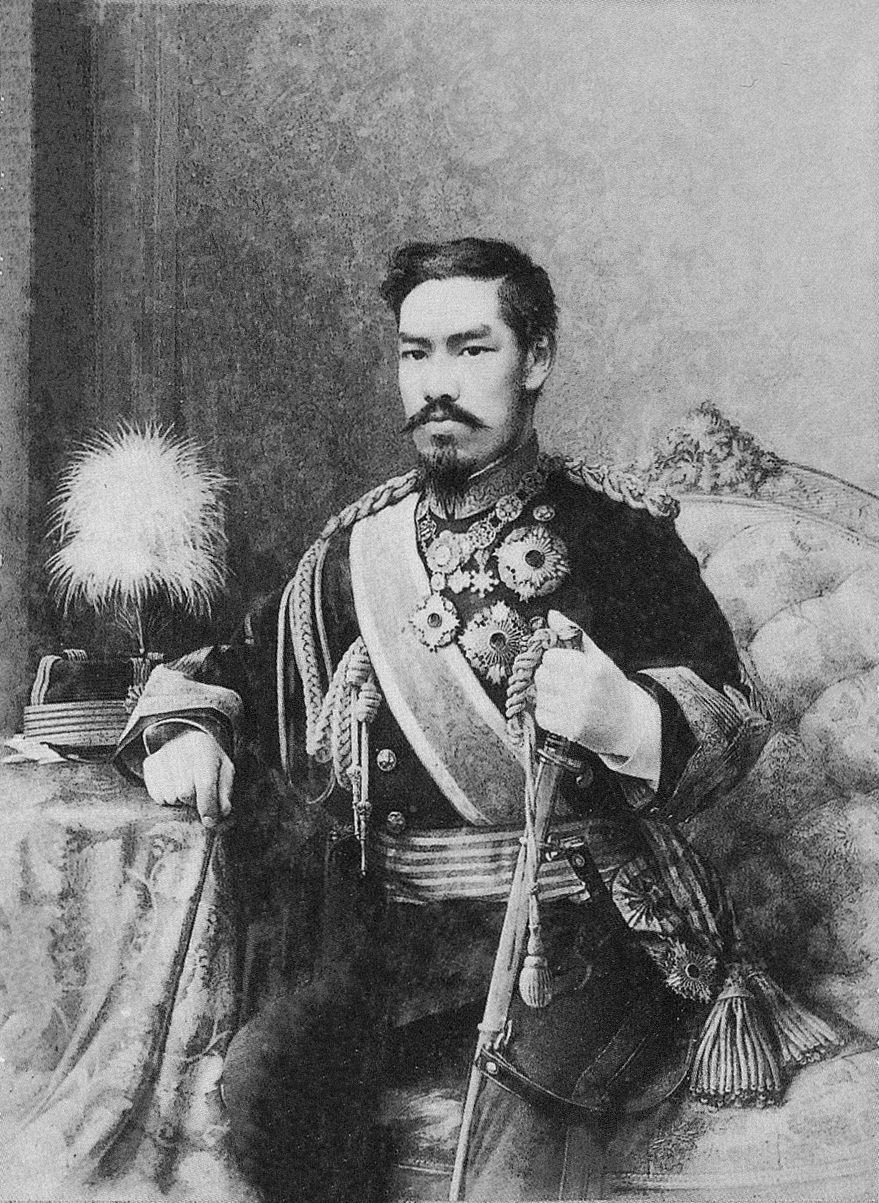
Meidzsi császár

A Meidzsi-restauráció (japánul 明治維新, átírással Meidzsi isin) olyan események láncolata, amelyek Japán radikális politikai és szociális átalakulásához vezettek. A 19. század második felében végbemenő reformsorozat az Edo-kor végét és a Meidzsi-kor kezdetét jelentette. A restauráció során Japán megnyitotta kapuit a világ felé, létrehozták az első alkotmányt, minisztériumok alakultak, létrejött az első parlament, az iparban és az oktatásban is jelentős fejlődés mutatkozott.

## Előzményei
Amikor Japán a 17. század első felében bezárta a kapuit az európaiak előtt, még nem volt jelentős technikai lemaradásban a Nyugattal szemben, de a 19. századra a gyors tudományos fejlődés és az ipari forradalom beindulása mind gazdasági, mind katonai tekintetben összehasonlíthatatlanul erősebbé tette a nyugati országokat. Japánból való kiűzetésük után az európaiak jóformán el is feledkeztek egy időre erről a távoli szigetországról, de saját lendületes terjeszkedésük most megint a japán partok közelébe juttatta őket. A japánok figyelmét nem kerülték el az európaiak gyarmati expanziói és különösen azok a katonai csapások, amelyeket a britek először egyedül (1839-42), majd a franciákkal együtt (1856-58) mértek a hatalmas Kínára.

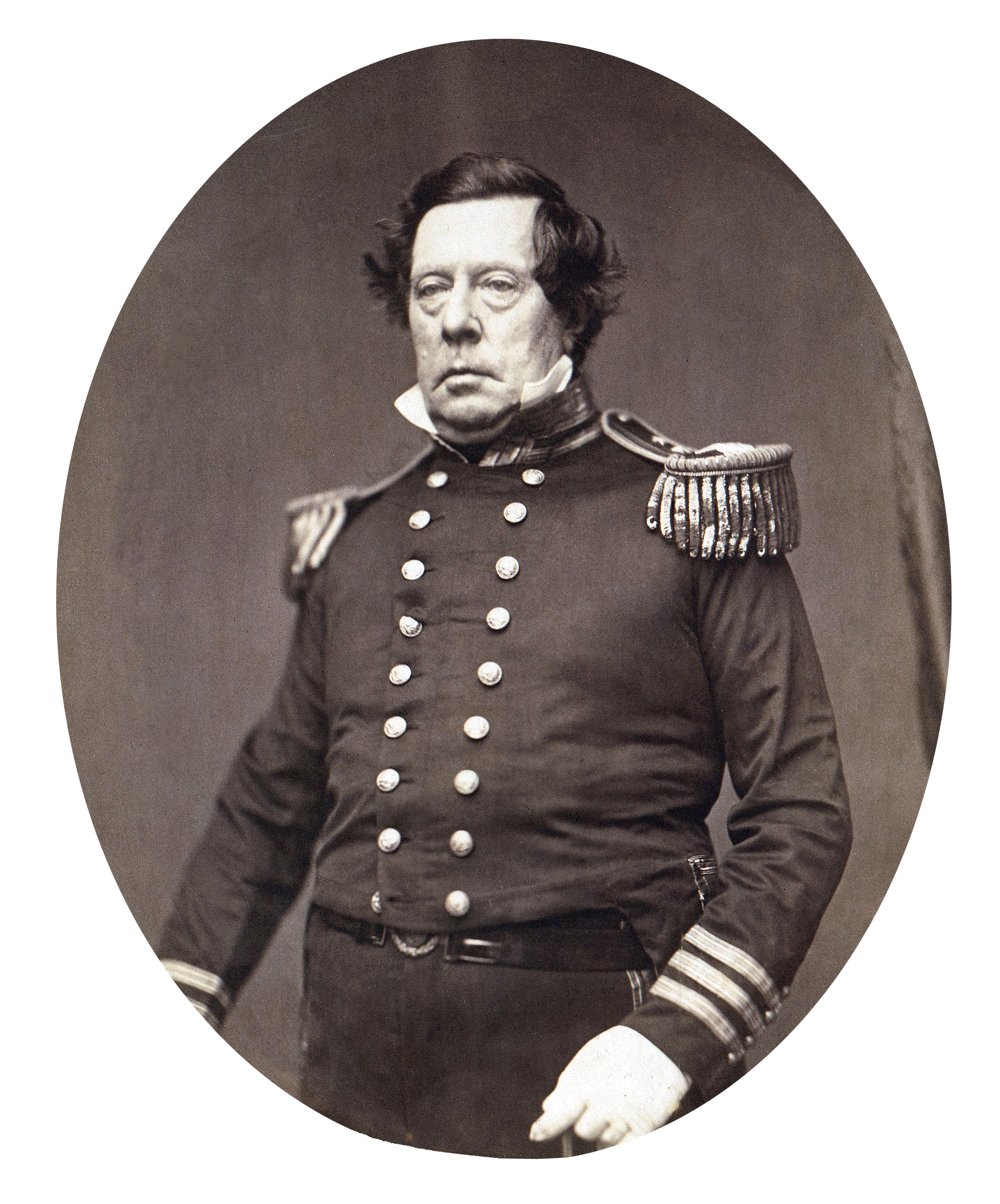
Matthew C. Perry

A 18. század utolsó éveiben az oroszok elérték a Csendes-óceánt, és elkezdték keresni a kapcsolatot a japánokkal is. A keleti tengerek korábbi fő kereskedőit, a portugálokat és a hollandokat ekkorra már kiszorító angolok egyre nagyobb üzleti lehetőségeket láttak Kínában és a Kínán túli szigetekben. A legérdekeltebbek azonban az amerikaiak voltak, akiknek bálnavadászhajói a japán vizeken portyáztak, a kantoni kereskedelmi kikötőket látogató klippereik pedig a japán partok mellett haladtak el. Az amerikaiaknak nagy szükségük volt olyan japán kikötőkre, ahol hajóik menedéket találhattak és ivóvizet vételezhettek. A gőzhajók megjelenésével még sürgetőbbé vált az igény olyan kikötőkre, ahol a hajók feltölthették szénraktáraikat.
A 19. század első felében az amerikaiak, az angolok és az oroszok egymás után küldték expedícióikat a szigetországba, hogy rávegyék a japánokat kikötőik megnyitására. Az ország vezetőinek túlnyomó többsége azonban ellenezte a külföldiek beengedését. Az amerikai kormány végül úgy döntött, hogy kierőszakolja a nyitást. E célból Matthew C. Perry sorhajókapitány parancsnoksága alatt útnak indított egy flottát, amely 1853 júliusában futott be a (mai nevén) Tokiói-öbölbe. Perry itt átadott egy levelet, amelyben az Egyesült Államok elnöke kereskedelmi kapcsolatok létesítését követelte, majd azzal az ígérettel, hogy a következő év elején visszajön a válaszért, hajóhadával elvonult. A japánokat megrémisztették az amerikai „fekete hajók” méretei és ágyúi, és elámultak a gőzhajókon, amelyek a szél ellenében is haladtak. Fölfogták, hogy régimódi parti ütegeik nem sokat érnek ellenük, és hogy Edo (mai nevén Tokió) a reá vigyázó parti őrhajók dacára teljesen védtelen.

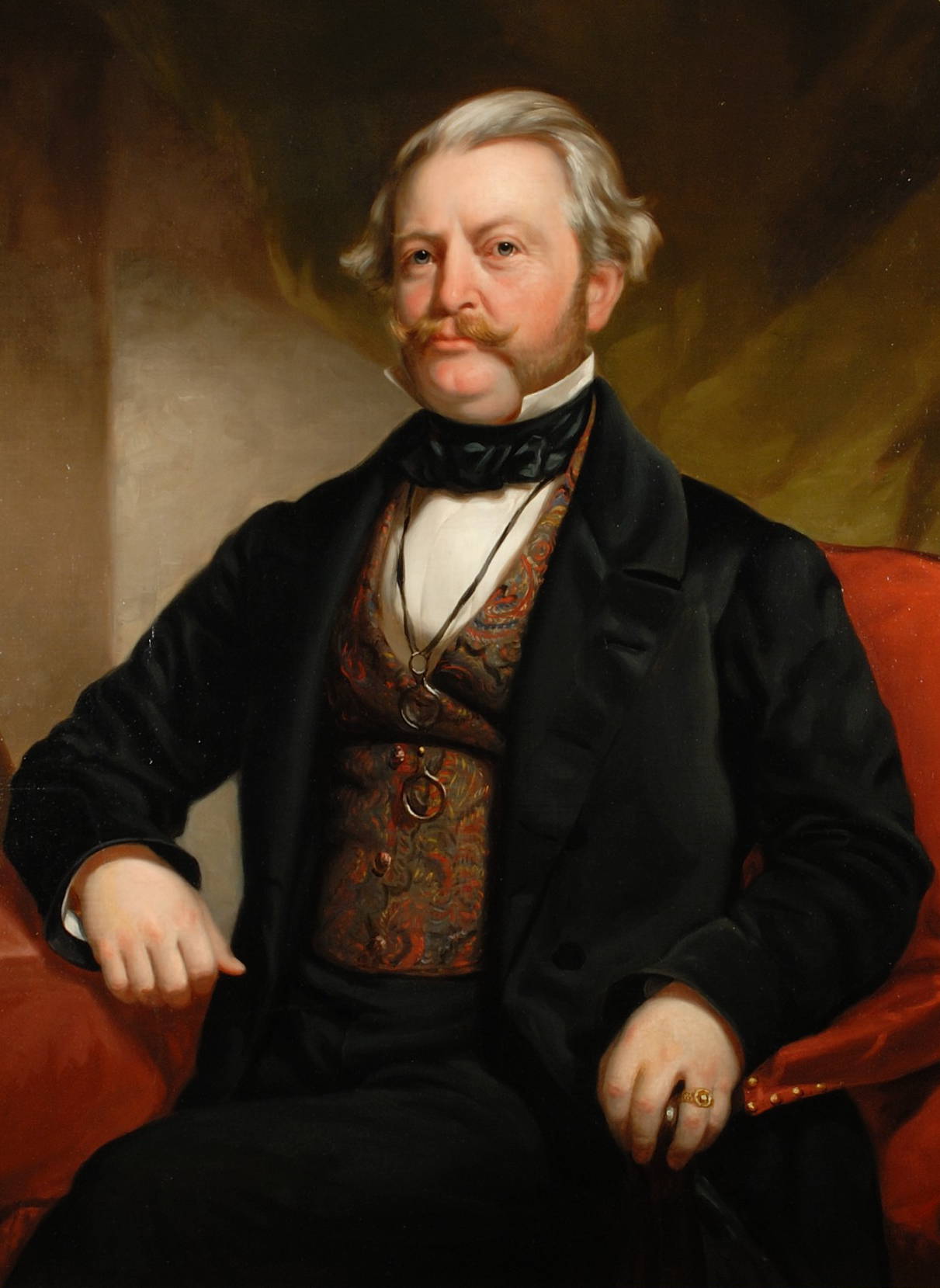
Townsend Harris

A japán kormányzat két részre szakadt: konzervatívokra, az ellenállás híveire és realistákra, akik belátták, hogy Japánnak meg kell hajolnia az amerikai követelés előtt. Az edói kormány kutyaszorítóba került, amikor 1854 februárjában Perry flottája ismét megjelent a Tokiói-öbölben. A császári udvar és az egész ország olyan politikát követelt, amilyenre a Tokugavák kormányzata egyszerűen képtelen volt. Az amerikai hajóágyúk fenyegetésével szemben a sógunátus nem tehetett mást, mint hogy aláírt egy szerződést, megnyitva két kikötőt az amerikai hajók előtt és engedélyt adva némely szigorúan szabályzott kereskedelmi forgalomra. A két kikötő Simoda és Hakodate volt. A japánok számára mindkettő viszonylag távoli és jelentéktelen volt, de az amerikai hajók kiszolgálására tökéletesen megfeleltek. Engedélyezték azt is, hogy egy amerikai konzul működjön Simodában. A szerződésben kikötötték, hogy a más nyugati országoknak megadott bármilyen új koncesszió automatikusan megilleti az Egyesült Államokat is. Ezt a záradékot az akkoriban Kínára kényszerített szerződésrendszerből vették át.

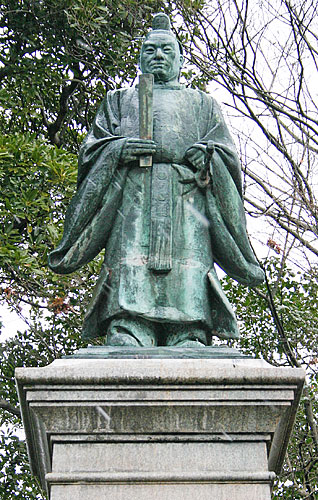
Ii Naoszuke szobra

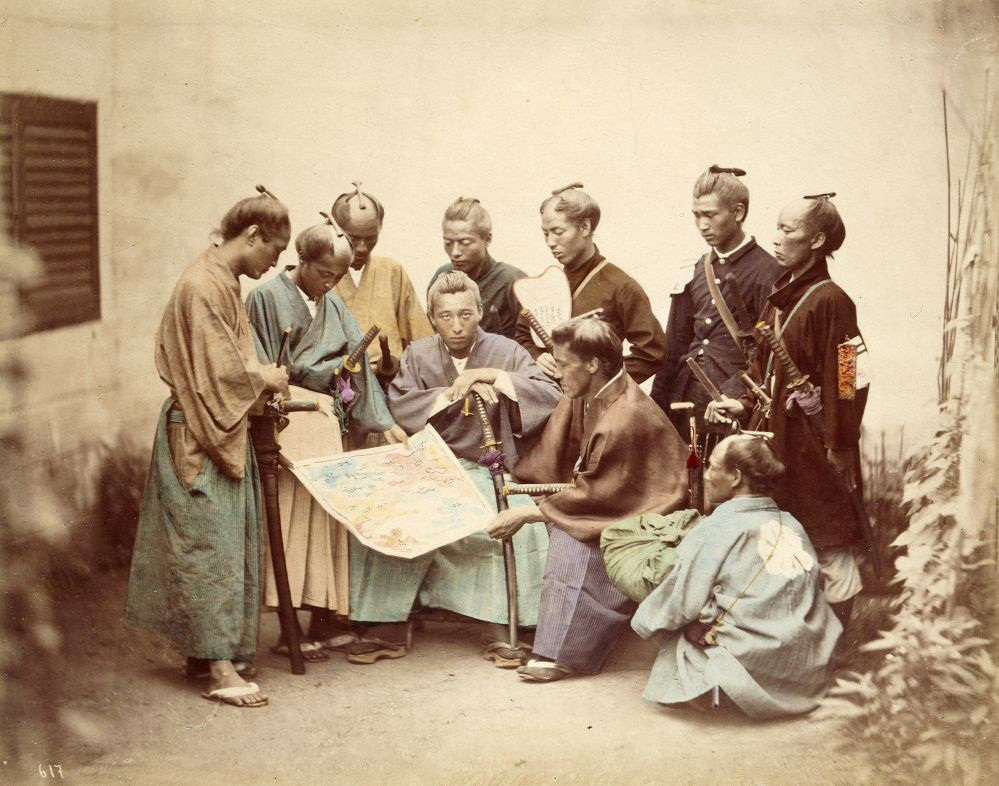
A császári oldalon harcoló szamurájok

Alig két éven belül Japánt hasonló szerződések aláírására kényszerítették az angolok, az oroszok és a hollandok is. Az orosz szerződés Nagaszakit is nyitott kikötővé tette.
1858-ban az első amerikai konzul, Townsend Harris kialkudott egy teljes körű kereskedelmi szerződést — fő érvként az amerikaiaknál sokkal nagyobb brit tengeri haderő által jelentett veszedelmekre hivatkozott. E szerződés viszonylag szabad kereskedelmet engedélyezett hat kikötőben, és állandó nyugati képviselők létesíthettek rezidenciát két nagyvárosban, Edóban és Oszakában. Anglia, Oroszország, Hollandia és Franciaország azonnal követte a példát, és 1866-ban még azt is előírták, hogy a japánok legfeljebb öt százalék vámot vethetnek ki a külföldi árucikkekre. A kikötők idővel nagyvárosokká fejlődtek, és a külföldi országok katonái lepték el őket — rájuk a szerződéseket ellenző szamurájok miatt volt szükség. A korabeli megfigyelők szemében Japán jó úton lehetett egy olyan, félgyarmati státusz felé, mint amilyenbe Kína már belesüllyedt.
Egész Japánt felkavarta az elszigetelődési politika hirtelen összeomlása. Minthogy az arany japán átváltási árfolyama eltért a külfölditől, egy darabig sok arany áramlott ki. A textilpiacot tönkretették a géppel gyártott olcsó importcikkek. Messze a legnagyobb csapás azonban az volt, hogy odalett az Edo-kormányzat minden tekintélye és hitele, mert képtelen volt megvédeni Japánt és alázatosan teret engedett azoknak a külföldi politikai törekvéseknek, amelyeket a politikailag tájékozott japánok többsége szívből ellenzett. Az ország forrongott az elégedetlenségtől, felháborodott a nemzeti megaláztatáson. Egyes felbőszült szamurájok róninnak, vagyis „úr nélküli szamurájnak” nyilvánítva magukat rátámadtak a külföldiekre. 1859-ben meggyilkolták Harris titkárát, 1863-ban felgyújtották az edói brit nagykövetség épületét. 1860-ban egy másik csoport meggyilkolta Ii Naoszukét, a sógunátus egyik legfőbb vezetőjét. Egyre többen sereglettek össze a kiotói császári udvar körül azok, akik a császárban látták a Tokugava-politikával szembeni egységes ellenállás szimbólumát. Japánban évszázadokon át nem volt tényleges hatalma a császárnak, az az éppen kiemelkedett nemzetség, később a sógunátusok kezében összpontosult. A császári udvar köré sereglő embertömeg kettős jelszava: „szonno” ,vagyis „dicsőség a császárnak!”, és „dzsoi”, vagyis „ki a barbárokkal!”. Ii Naoszuke halála után a sógunátus gyorsan elvesztette a hatalmát. 1862-ben a sógunt berendelte a császári udvar.

## Bosin-háború
A Tokugava sógunátus uralmának végül egy polgárháború, az úgynevezett Bosin-háború vetett véget. A háborút megnyerő szamurájcsoport az ország nyugati mintájú átalakítását hirdette meg. Ez lett a Meidzsi-restauráció (meidzsi = felvilágosult kormányzás), amelyről a korszak és halála után a császár a nevét kapta (eredeti neve Mucuhito volt)

## A Meidzsi-kor

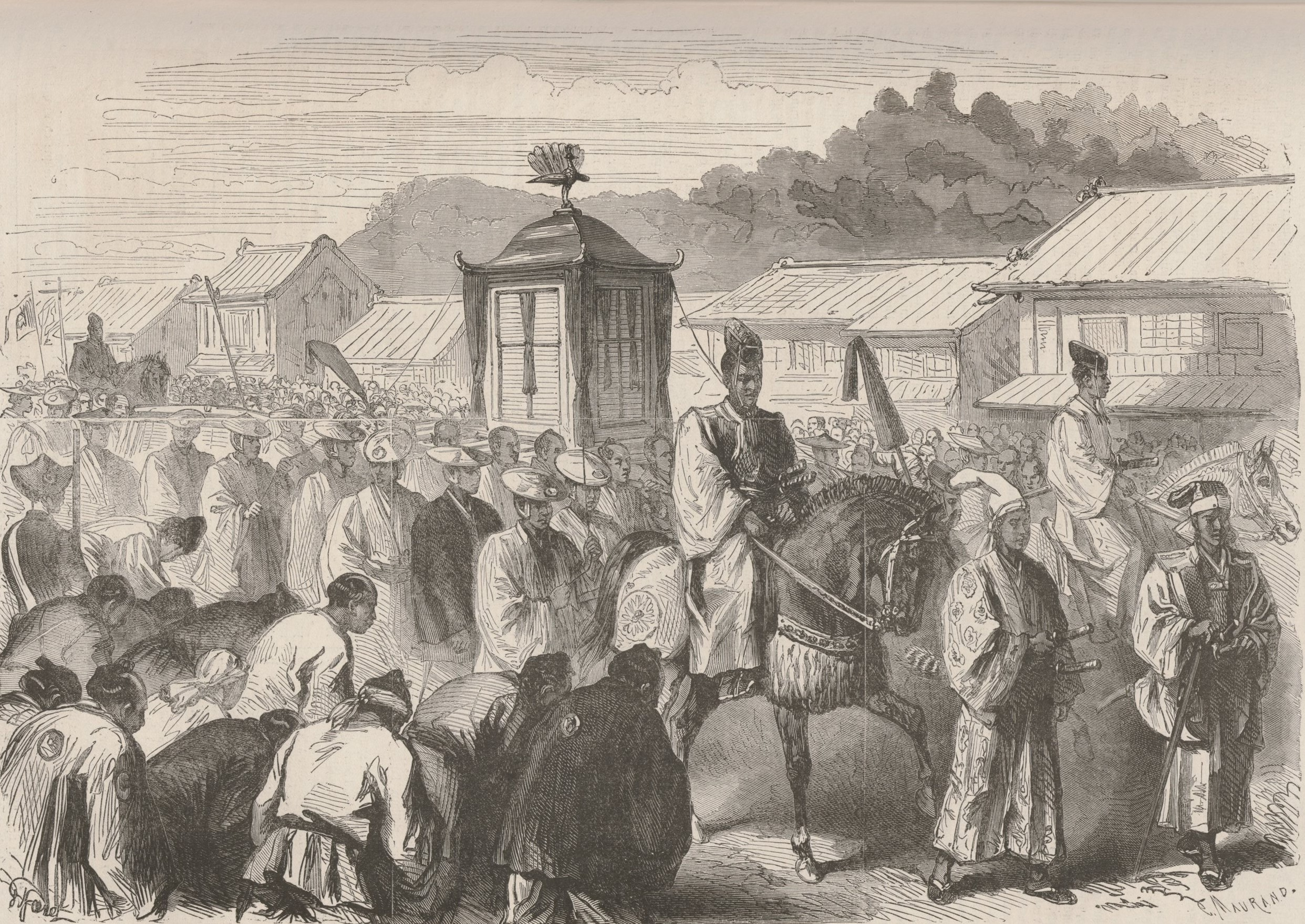
Meidzsi császár bevonul Tokióba

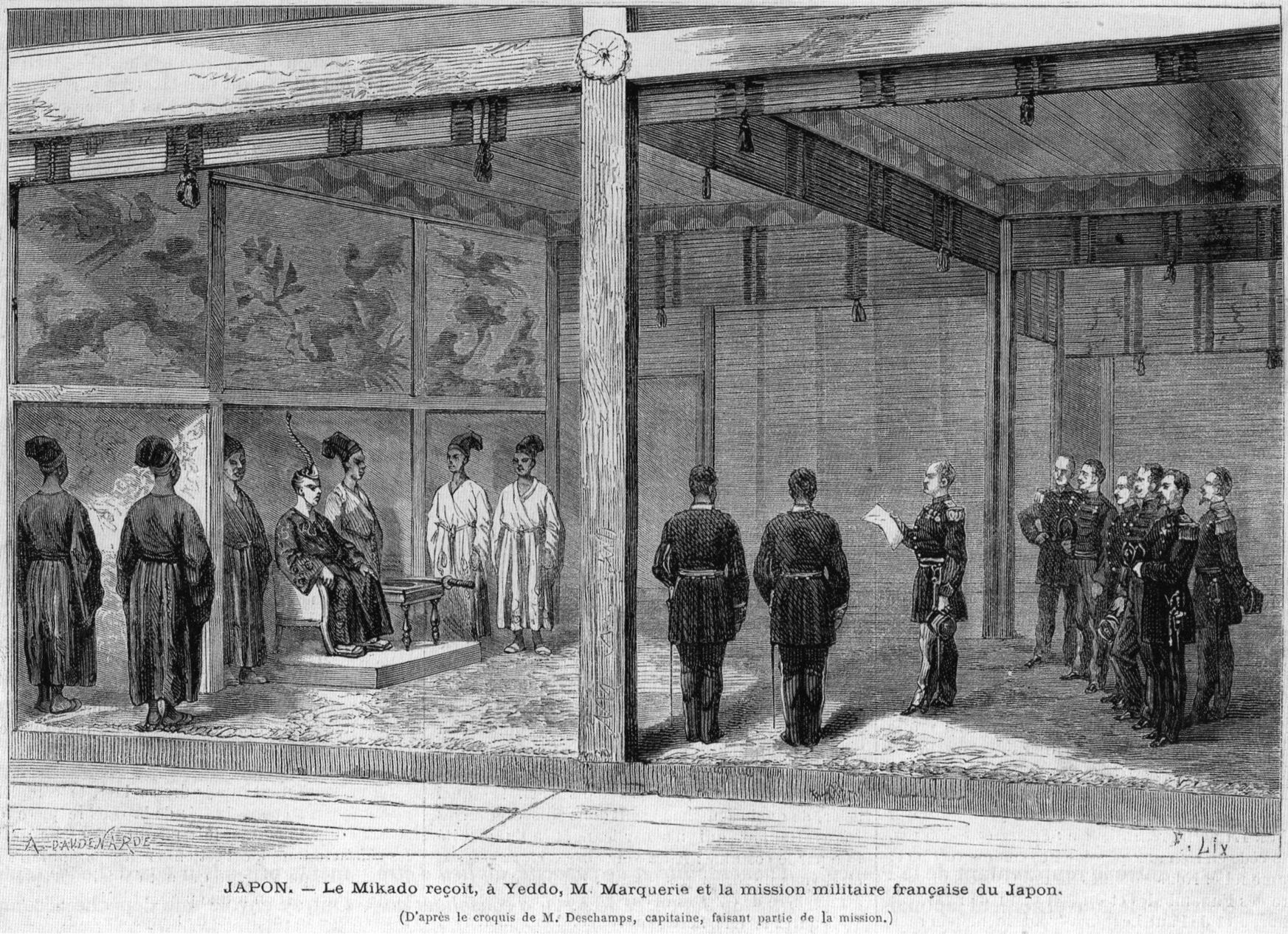
Meidzsi császár francia katonai küldöttséget fogad

A Tokugava sógunátust leváltó szamurájok eredetileg azért szálltak harcba a Bosin-háborúban, mert a sógunátus nem védte meg az országot a külföldiek beáramlásától. Azonban rá kellett ébredniük, hogy az ország gazdasági, ipari és hadi fejlettsége túlságosan elmaradott az európaiakhoz és az amerikaiakhoz képest. Így ha el akarják kerülni az ország gyarmattá válását, akkor előbb Japánnak fel kell épülnie a polgárháború romjaiból, és be kell hoznia a lemaradását a többi országhoz képest. Ezáltal az új vezetőség nem tehetett mást, mint hogy a külföldiek kiűzése helyett az ország fejlődésére helyezte a hangsúlyt. A reformok célja  tehát az volt, hogy Japán  független maradjon, és megerősödve a Nyugat hatalmaival egyenrangú országgá váljon. A Meidzsi-kor (1868–1912) ezt a célkitűzést megvalósította.
A közigazgatási reform (1871) centralizált, bürokratikus államberendezkedést alakított ki. A porosz mintára készített alkotmány (1889) kimondta, hogy a császár a legfőbb hatalom, ugyanakkor megteremtette a parlamentáris rendszert: a kétkamarás országgyűlést, a kabinetet, a miniszterek és a miniszterelnök feladatkörét. Az 1880-as években megalakultak a pártok, és 1890-ben megtartották az első választást. Korlátozott szavazati jog alapján (az összlakosság 1,6%-a szavazhatott), de a népképviselet elve alapján ülhetett össze országgyűlés. A pártok szorosan kapcsolódtak a gazdasági érdekcsoportokhoz, s a politika és az üzleti élet összefonódása (és a korrupció) jellemző vonása lett a japán közéletnek. Átalakult a gazdaság is. 1871-ben egységesítették a nemzeti valutát (jen), és megalapították a japán bankrendszert. A mezőgazdasági reformok (nagybirtok eltörlése, parasztok földtulajdonlási joga, földadó, termelési korlátozások eltörlése, új mezőgazdasági technikák) bevezetése mellett erőteljes iparosítás kezdődött. A japán ipari forradalom az 1860-as években a textilipar gépesítésével, termelékenységének növelésével kezdődött. 1868-tól 1884-ig megteremtették a modern iparosítás alapjait, és a következő, 1884-től az első világháború végéig tartó korszak a gyors gazdasági és demográfiai növekedés időszaka lett. Az iparágak nagy részét állami vállalkozásként indították be (könnyűipar, vasút, bányák, hajógyártás, nehézipar), amelyeket az 1880-as években privatizáltak, s így az iparosítást már döntően a magánszektor folytatta. Az infrastruktúra kiépítését is az állam végezte: vasút, távíróhálózat, postarendszer, kikötők, utak. Nehézségeket okozott viszont az ország nyersanyagszegénysége. A vasérc, a szén, az olaj, a gumi több mint 90%-át kellett importból beszerezni.
Japán társadalma is megváltozott. Az Edo-korban szinte kasztszerűen elkülönültek a lakosság rétegei. A korlátokat a Meidzsi kor szüntette meg: 1871-ben meghirdették a törvény előtti egyenlőséget, megszüntették a nagybirtokokat, eltörölték a szamurájok kiváltságait (fegyverviselés, járandóság). Általános katonai sorozást vezettek be, és az új, parasztokból létrehozott hadsereg hamarosan bizonyította fölényét a szamuráj-hadviseléssel szemben. A társadalom – bár hierarchikus maradt – megnyílt, és az általános oktatás elvileg mindenkinek biztosította az esélyegyenlőséget. A gazdaságfejlesztéshez jó alapot biztosított a nagyszámú iskolázott népesség, az agrárszektor munkaerő-feleslege, a monetarizált gazdaság, a tőkeerős kereskedőréteg és az irányító-szervező munkát ellátó művelt szamurájréteg. Óriási méretű urbanizációs folyamat kezdődött el. A századfordulón Tokió már kétmilliós, Oszaka millió feletti nagyváros volt. 1920-ra az össznépesség fele városokban lakott. A népszaporulat vidéken volt magasabb (fél évszázad alatt 30 millióról közel 60 millióra nőtt Japán lakossága), de a belső migrációnak köszönhetően a többlet már a városokban jelent meg.
Japán megnyitásakor a Nyugat ismeretanyaga lenyűgözte a japánokat. Mindent meg akartak tanulni: küldöttségek indultak Európába, Amerikába, hogy tanulmányozzák a fejlett
országok viszonyait, törvényeit, gazdaságát, politikai életét. Külföldi szakértőket hívtak Japánba, és japán diákok rajzottak ki Európa egyetemeire. A nyugati eszmék leginkább az értelmiség és a felsőbb rétegek életére voltak hatással, de a nyugatosodás valójában csak a mindennapi élet külsőségeire vonatkozott, a személyes kapcsolatokat, a családi életet nem érintette. Míg a városokban egyre jobban terjedt a nyugati életstílus, vidéken ennek alig volt jele. A felhalmozott tudásanyagot rögtön a gyakorlatba ültették át. 1872-ben megalkották a közoktatási reformot, s ezzel magas oktatási és kulturális színvonalat teremtettek. A századfordulóra Japán lakosságának 95%-a tudott írni-olvasni, és minden tanköteles korú japán gyermek járt iskolába. A közoktatás fontossága nem csak a műveltség terjesztésében rejlett. Az 1890-es „Császári leirat az oktatásról” (amelyet minden elemistának meg kellett tanulnia!) a konfuciánus etikára építve a hagyományos japán erényeket nevezte meg a legfontosabb alapelveknek: alattvalói hűség, fiúi tisztelet, harmóniára való törekvés, szerény és mértékletes magaviselet, szorgalmas tanulás és munkavégzés, erkölcsös élet, a törvények tisztelete, a haza iránti önfeláldozó szeretet. Egységes és államilag ellenőrzött, racionalizált és szekularizált oktatás folyt mindenütt, központilag jóváhagyott tankönyvekből, egységes tanterv alapján, egységesen képzett és fegyelemre nevelő tanítókkal.
A japán külpolitika első feladatának az egyenlőtlen szerződések revízióját tekintette,
amivel teljes függetlenségének visszaállítására törekedett. Először Nagy-Britanniával sikerült 1899-ben elismertetni
Japán egyenrangúságát, s az 1902-es angol–japán szövetségi szerződéssel Japán betagolódott az alakuló hatalmi szövetségek rendszerébe. A külpolitika távolabbi célkitűzése az ország erősítése volt, mégpedig a nyugati hatalmaktól látott módszerrel: területi hódításokkal, illetve érdekszférák kialakításával.